# آرون بريور
آرون بريور (بالإنجليزية: Aaron Pryor) (مواليد 20 أكتوبر 1955 - 9 أكتوبر 2016)، هو ملاكم أمريكي يصنف ضمن فئة وزن الوسط. حقق بطولة رابطة الملاكمة العالمية وبطولة الاتحاد الدولي للملاكمة.

## إحصائيات
خاض خلال مسيرته 40 نزالا، فاز في 39 ولم يتعادل وخسر في 1. فاز بالضربة القاضية في 35 نزالا.

## وصلات خارجية
- آرون بريور على موقع بوكس ريك (الإنجليزية) (registration required)

- الموقع الرسمي